# Сарсель
Сарсе́ль (фр. Sarcelles) — місто та муніципалітет у Франції, у регіоні Іль-де-Франс, департамент Валь-д'Уаз. Населення — 58 398 осіб (2011).
Муніципалітет розташований на відстані близько 17 км на північ від Парижа, 24 км на схід від Сержі.

## Українці в Сарселі
З 1951 року Сарсель є осідком Наукового товариства ім. Шевченка (НТШ) в Європі (власний будинок, бібліотека на 20 000 томів) і редакції Енциклопедії Українознавства. У науковому осередку НТШ мають також приміщення Комісія допомоги українському студентству, Делеґатура УВУ і централя, Українського християнського руху.
Протягом 1951 — 1956 років діяв Інститут заочного навчання. У Сарселі з'являються неперіодичні видання НТШ: «Вісті із Сарселю», «Вісті НТШ в Європі» та ін.

### Відомі люди
- Жив, працював та помер і похований видатний український діяч Володимир Кубійович.
- Кульчицький Олександр — український філософ, психолог, соціолог, організатор вищої школи й науки, педагог, публіцист, громадський та культурно-освітній діяч української діаспори.
- Сіяк Дарія Остапівна — українська педагогиня, бібліотекарка, бібліографка, громадська діячка.

## Демографія
Динаміка населення (INSEE ):
Розподіл населення за віком та статтю (2006):
| Стать | Всього | До 15 років | 15-24 | 25-44 | 45-64 | 65-85 | Понад 85 |
| --- | ------ | ----------- | ----- | ----- | ----- | ----- | -------- |
| Чоловіки | 28 197 | 7527        | 4953  | 7378  | 5733  | 2374  | 232      |
| Жінки | 30 455 | 7250        | 5066  | 8239  | 6286  | 3165  | 449      |
| \| Статево-вікова піраміда \| Статево-вікова піраміда \| Статево-вікова піраміда \| \| ----------------------- \| ----------------------- \| ----------------------- \| \| Чоловіки \| Вік \| Жінки \| \| 232 \| 85 + \| 449 \| \| 307 \| 80-84 \| 570 \| \| 601 \| 75-79 \| 755 \| \| 725 \| 70-74 \| 905 \| \| 741 \| 65-69 \| 935 \| \| 909 \| 60-64 \| 972 \| \| 1582 \| 55-59 \| 1541 \| \| 1582 \| 50-54 \| 1787 \| \| 1660 \| 45-49 \| 1986 \| \| 1825 \| 40-44 \| 2103 \| \| 1712 \| 35-39 \| 1937 \| \| 1855 \| 30-34 \| 1999 \| \| 1986 \| 25-29 \| 2200 \| \| 2301 \| 20-24 \| 2394 \| \| 2652 \| 15-20 \| 2672 \| \| 2499 \| 10-14 \| 2339 \| \| 2435 \| 5-9 \| 2413 \| \| 2593 \| 0-4 \| 2498 \| |        |             |       |       |       |       |          |
| Статево-вікова піраміда |        |             |       |       |       |       |          |
| Чоловіки | Вік    | Жінки       |       |       |       |       |          |
| 232 | 85 +   | 449         |       |       |       |       |          |
| 307 | 80-84  | 570         |       |       |       |       |          |
| 601 | 75-79  | 755         |       |       |       |       |          |
| 725 | 70-74  | 905         |       |       |       |       |          |
| 741 | 65-69  | 935         |       |       |       |       |          |
| 909 | 60-64  | 972         |       |       |       |       |          |
| 1582 | 55-59  | 1541        |       |       |       |       |          |
| 1582 | 50-54  | 1787        |       |       |       |       |          |
| 1660 | 45-49  | 1986        |       |       |       |       |          |
| 1825 | 40-44  | 2103        |       |       |       |       |          |
| 1712 | 35-39  | 1937        |       |       |       |       |          |
| 1855 | 30-34  | 1999        |       |       |       |       |          |
| 1986 | 25-29  | 2200        |       |       |       |       |          |
| 2301 | 20-24  | 2394        |       |       |       |       |          |
| 2652 | 15-20  | 2672        |       |       |       |       |          |
| 2499 | 10-14  | 2339        |       |       |       |       |          |
| 2435 | 5-9    | 2413        |       |       |       |       |          |
| 2593 | 0-4    | 2498        |       |       |       |       |          |

## Економіка
2010 року серед 37 732 осіб працездатного віку (15—64 років) 26 343 були активними, 11 389 — неактивними (показник активності 69,8%, у 1999 році було 67,7%). З 26 343 активних мешканців працювало 20 356 осіб (10 767 чоловіків та 9589 жінок), безробітними було 5987 (2906 чоловіків та 3081 жінка). Серед 11 389 неактивних 5104 особи були учнями чи студентами, 1761 — пенсіонерами, 4524 були неактивними з інших причин.

У 2010 році у муніципалітеті числилось 18672 оподатковані домогосподарства, у яких проживали 63726,5 особи, медіана доходів виносила 12 089 євро на одного особоспоживача.

## Уродженці
- Дімітрі Фульк'є (*1993) — французький футболіст, захисник.

- Ріяд Махрез (*1987) — відомий алжирський футболіст, півзахисник.

## Міста-побратими
- Гаттерсгайм-ам-Майн, Німеччина
- Нетанья, Ізраїль (23 березня 1988)[7]

## Галерея

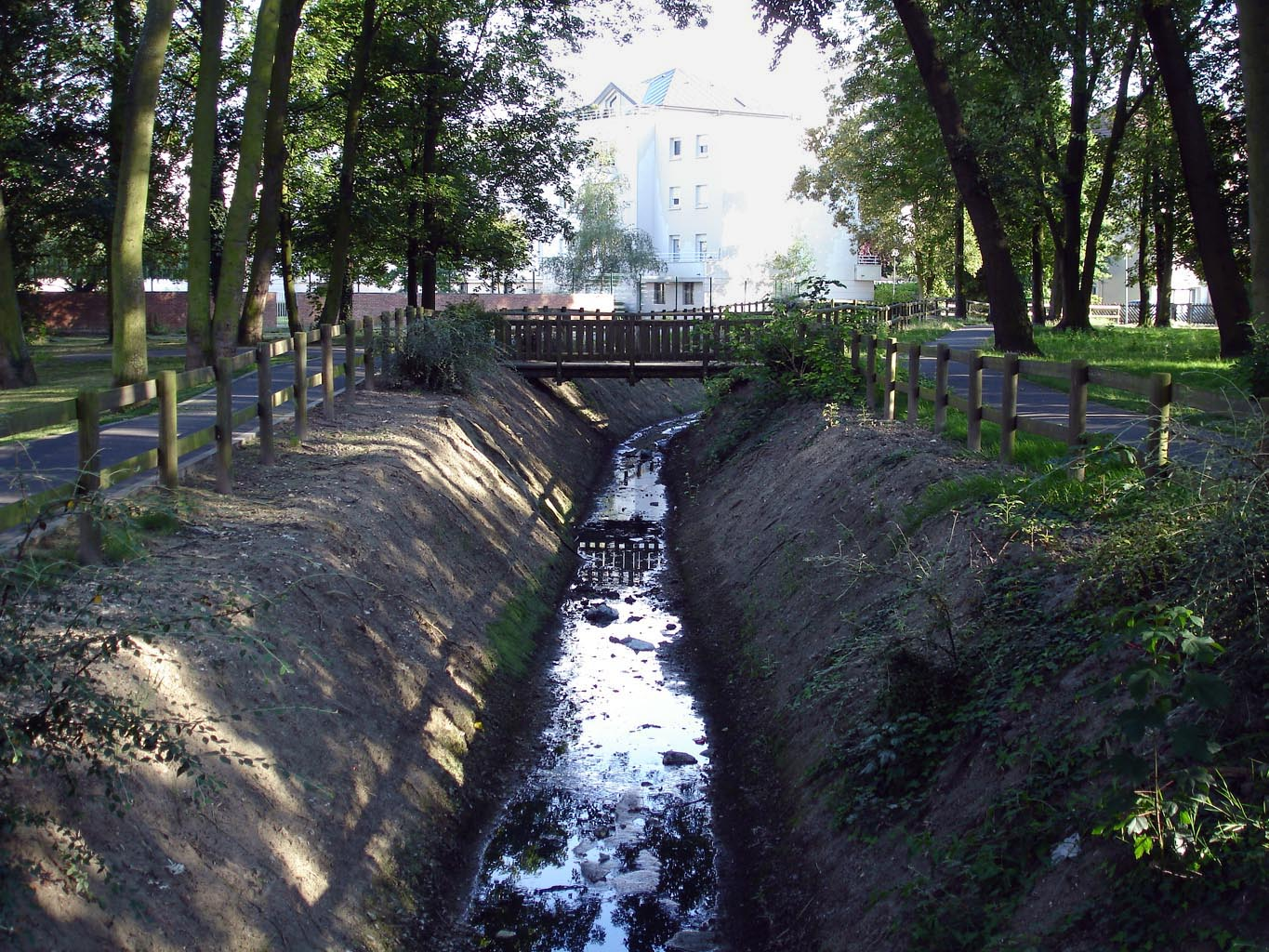
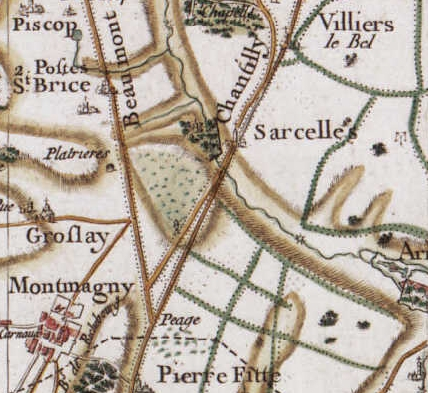
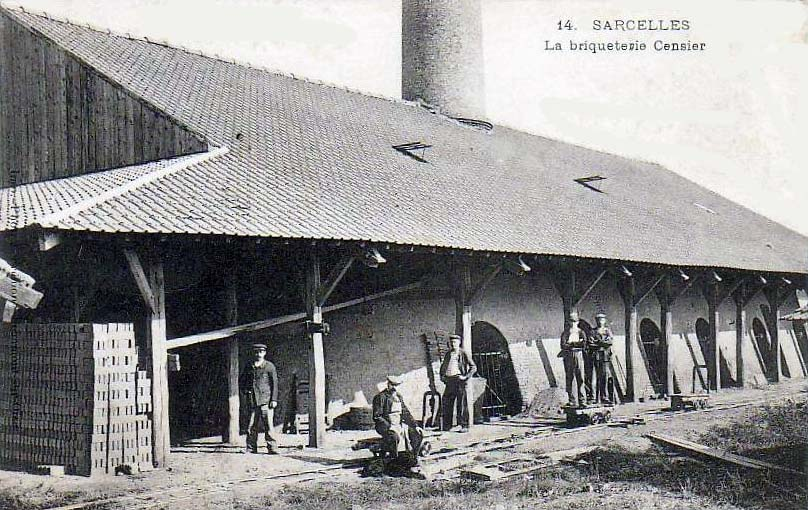
Цегельні заводи Censier
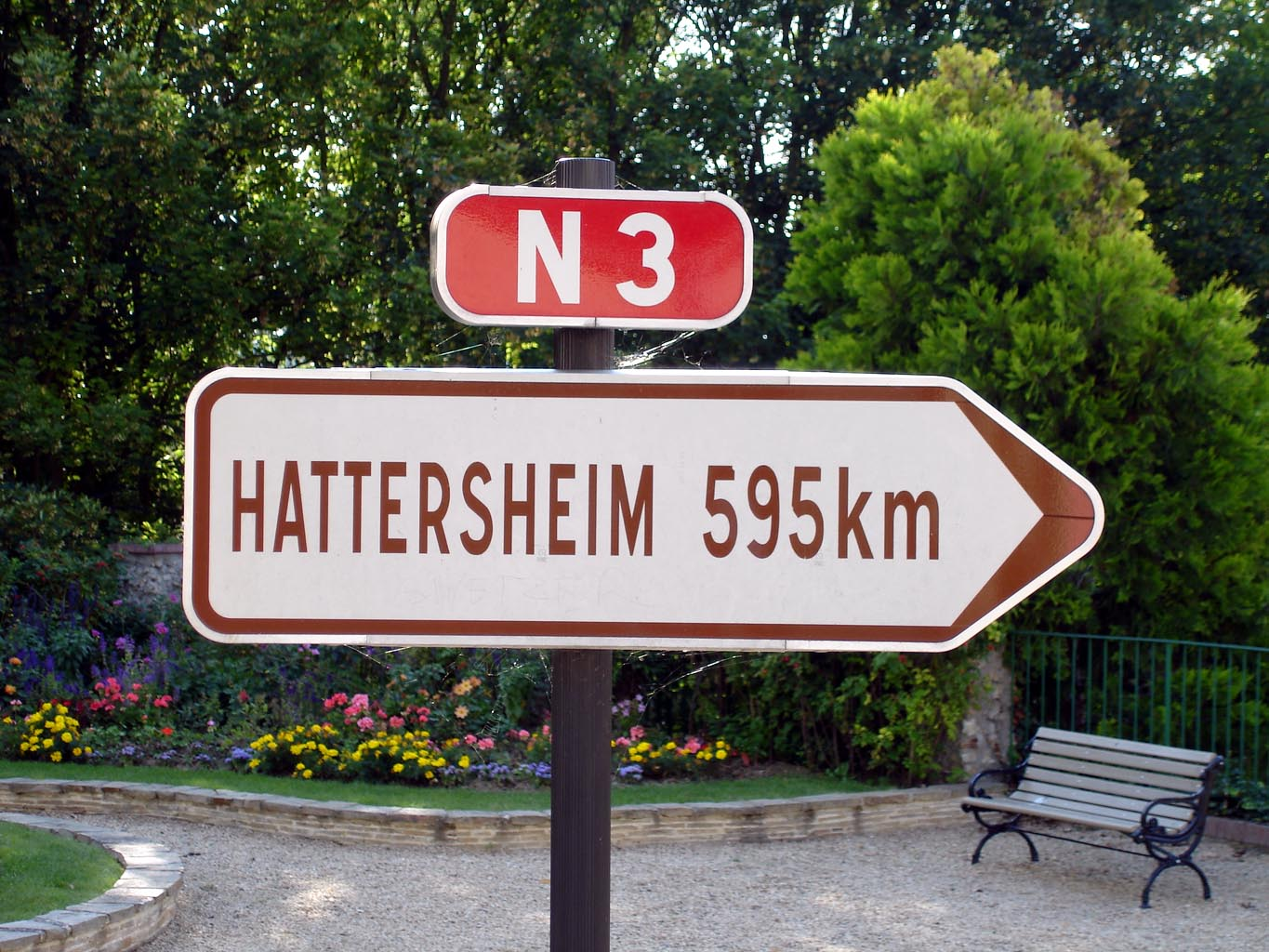
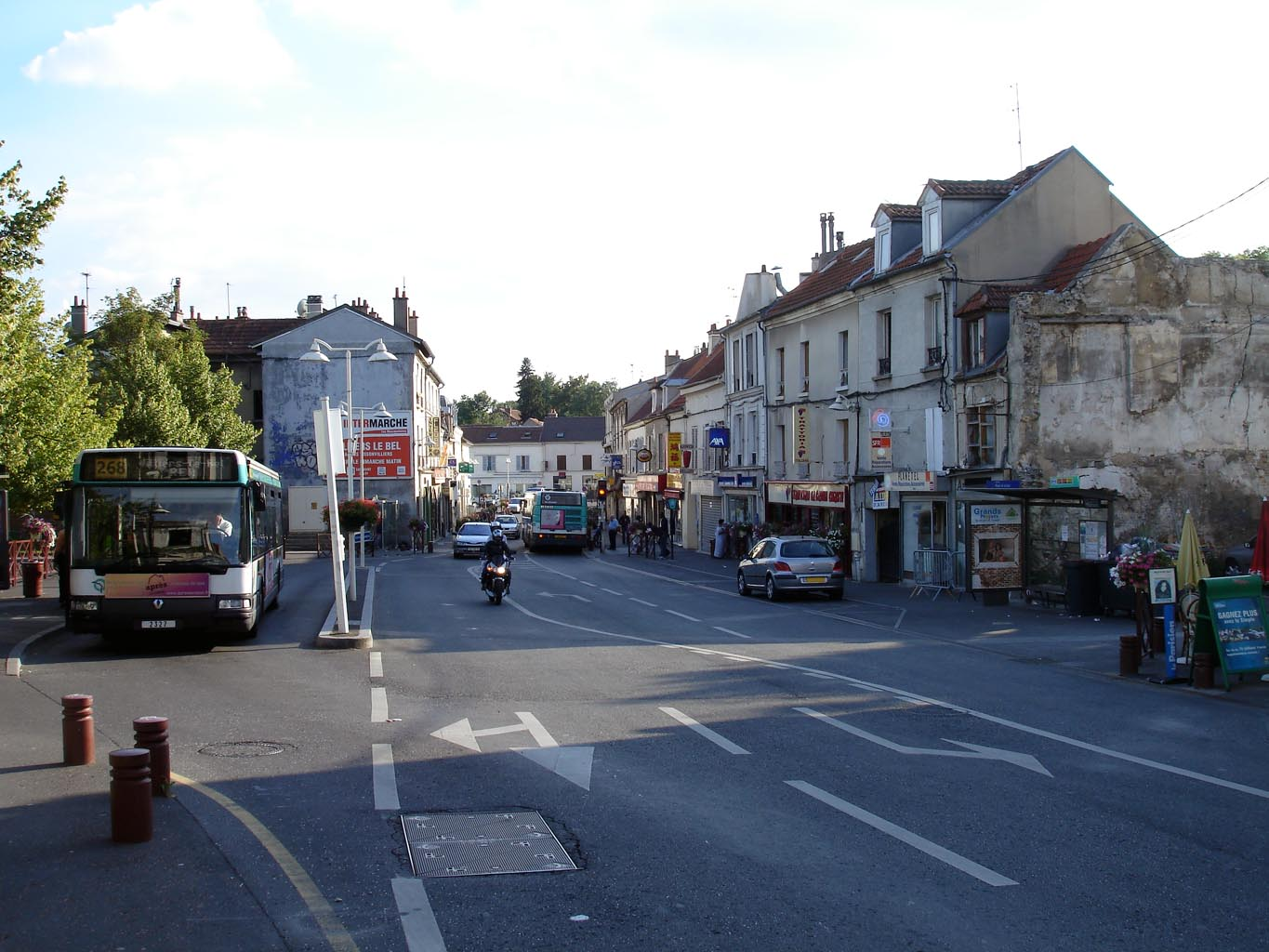
Вулиця Pierre-Brossolette
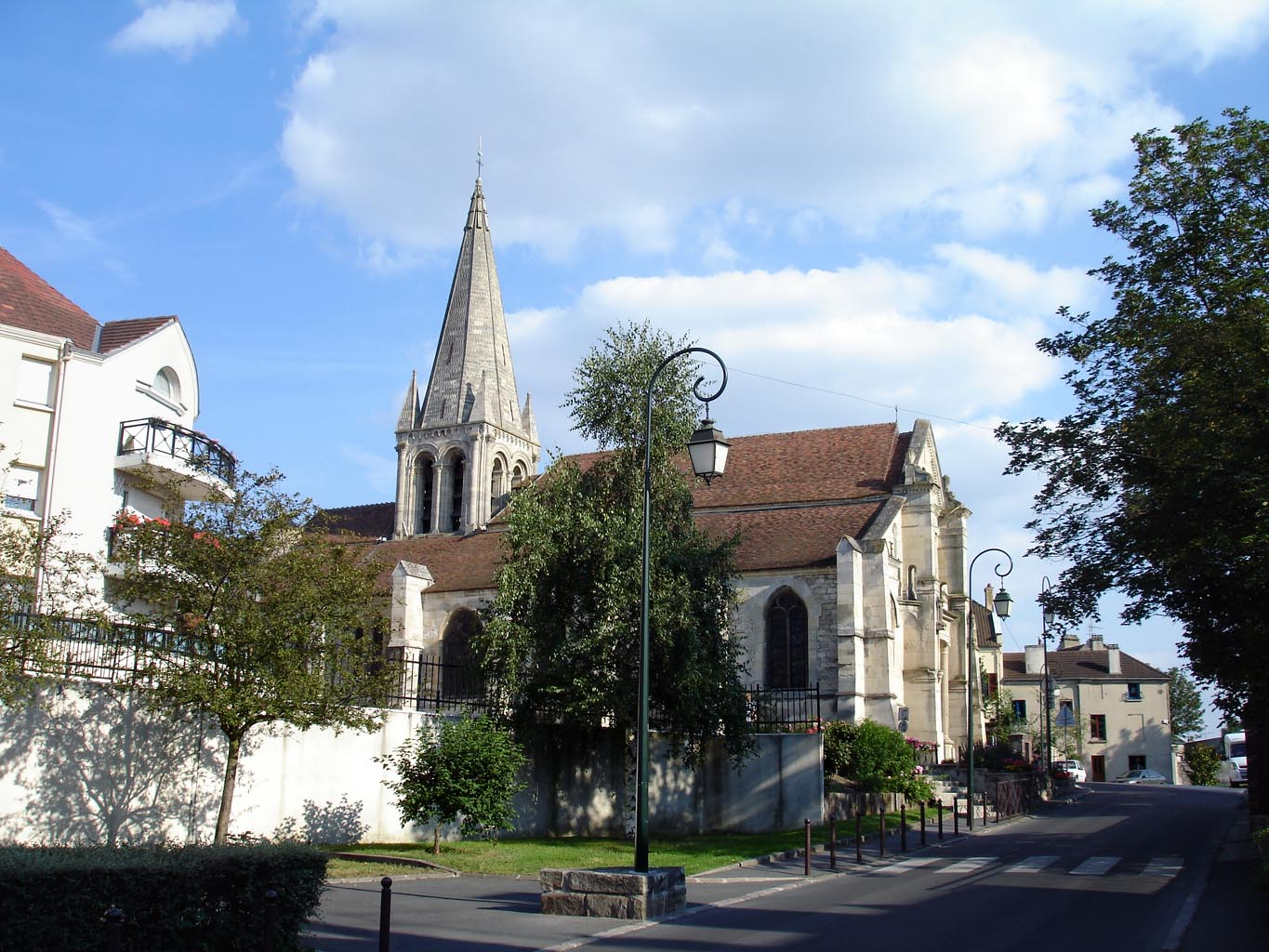
Церква Святих Петра і Павла - Вулиця Опору
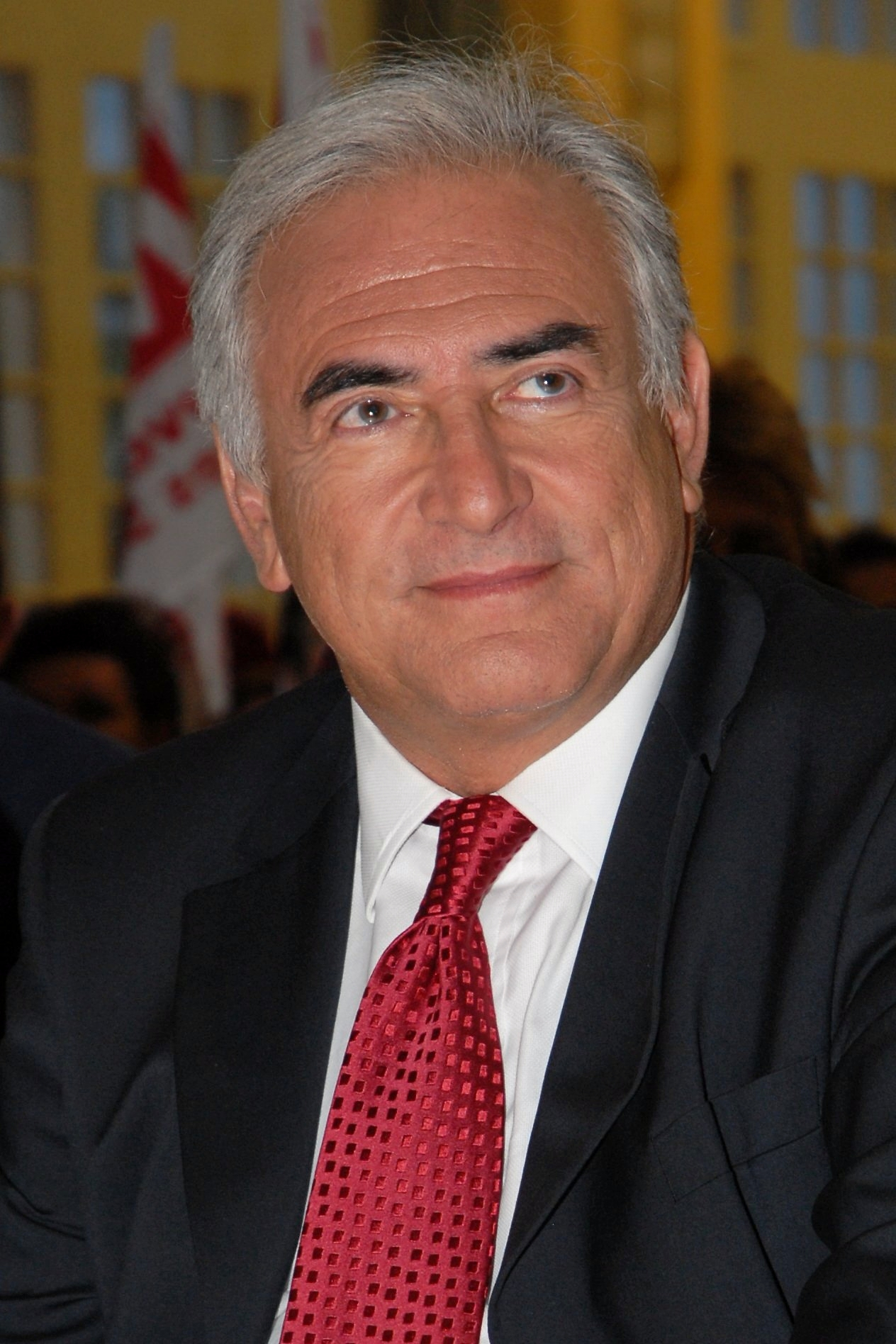
Домінік Стросс-Кан - Стросс-Кан під час зустрічі в Тулузі в 2007 р. на виборах президента Франції
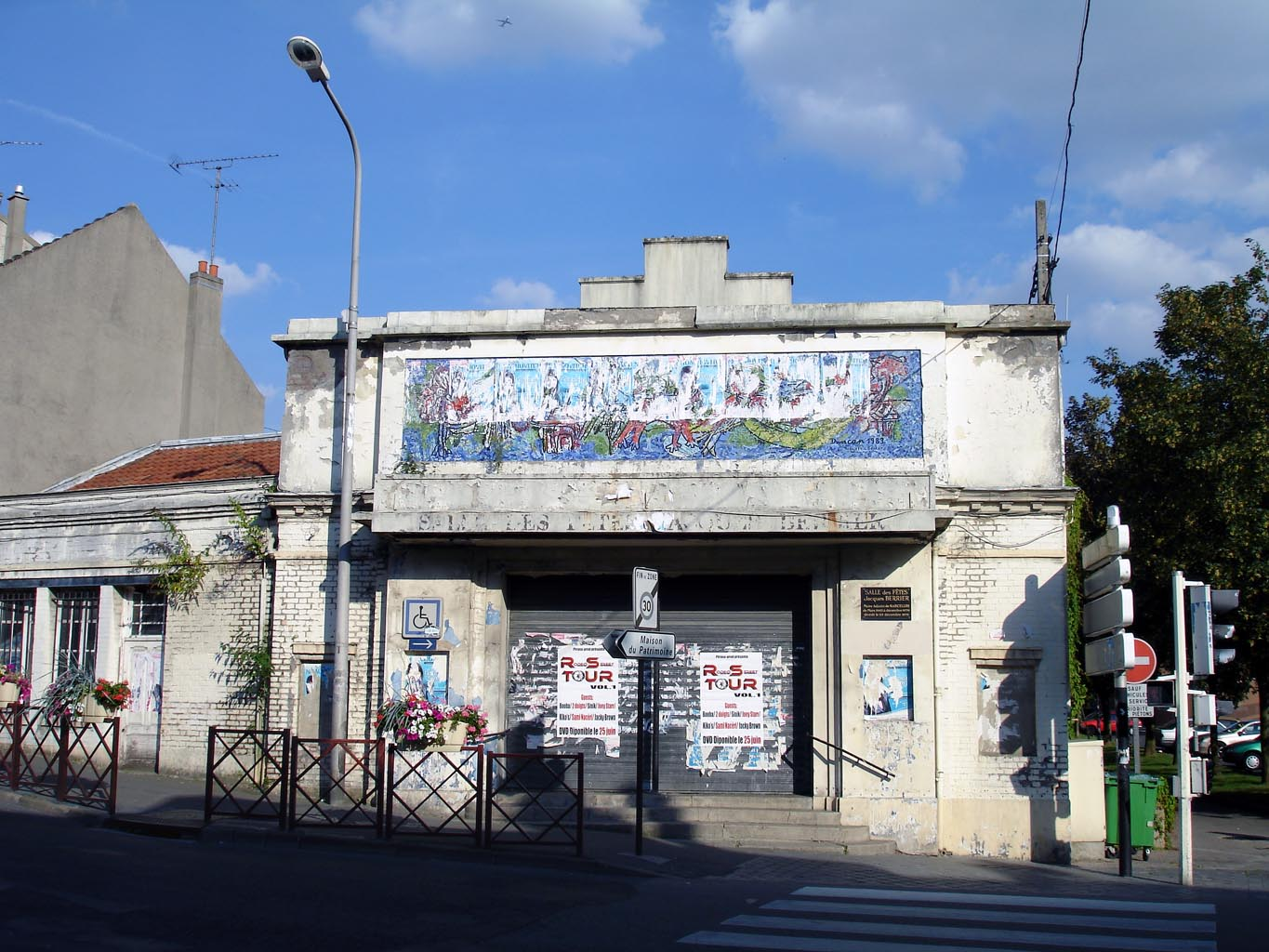